# Luisa Todini
Luisa Todini (ur. 22 października 1966 w Perugii) – włoska przedsiębiorca i polityk, posłanka do Parlamentu Europejskiego IV kadencji, prezes zarządu Poste italiane.

## Życiorys
Ukończyła studia prawnicze na Sapienzy – Uniwersytecie Rzymskim. Od 1985 zawodowo związana z prowadzeniem działalności gospodarczej. Obejmowała kierownicze stanowiska w spółkach prawa handlowego, takich jak Todini Costruzioni, Domus Etruria, Ecos Energia czy Salini Costruttori.
Dołączyła do powołanej przez Silvia Berlusconiego partii Forza Italia. Z jej ramienia w latach 1994–1999 sprawowała mandat eurodeputowanej IV kadencji. Był prezesem organizacji przedsiębiorców FIEC (European Construction Industry Federation), powoływana w skład organów Confindustrii i nadawcy radiowo-telewizyjnego RAI. W 2014 objęła stanowisko prezesa państwowego operatora pocztowego Poste italiane.